# Яворівський військовий полігон

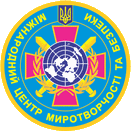
Емблема Міжнародного центру миротворчості та безпеки (новий варіант)

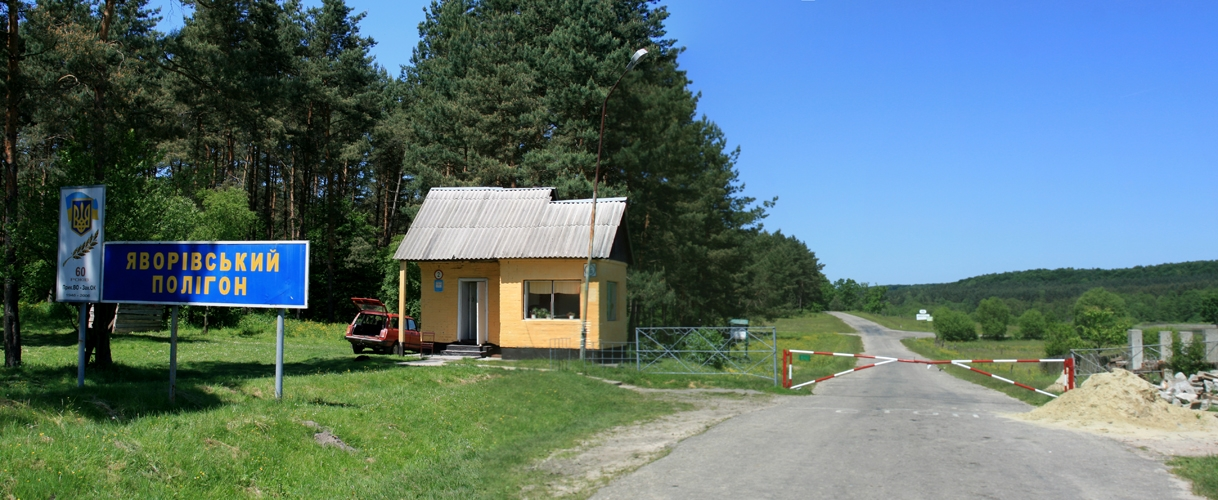
КПП Яворівського полігону (2008)

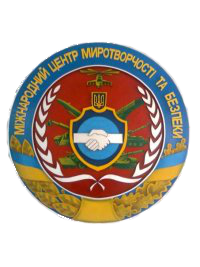
Емблема Міжнародного центру миротворчості та безпеки (старий варіант)

Міжнаро́дний центр миротво́рчості та безпе́ки, більш відомий як «Я́ворівський військовий поліго́н», — військовий полігон на заході України, розташований за 30 км на північний захід від Львова в Яворівському районі. Перебуває в підпорядкуванні Національної академії сухопутних військ імені гетьмана Петра Сагайдачного, до січня 1998 року підпорядковувався Прикарпатському військовому округу, пізніше ОК «Захід». Полігон займає площу 36 153 гектари, що становить 24 % від всієї території Яворівського району. До створення національного парку «Яворівський» він займав територію площею 42 тисячі га, або 27 % території району. Командний пункт навчального центру адміністративно розташований у с.Старичі, військова частина А4150.

## Історія
Створений в 1940 на базі колишнього військового полігону Війська Польського, який тут існував до вторгнення СРСР до Польщі 1939 року та радянської анексії західноукраїнських земель.
13 лютого 1940 року Рада народних комісарів Української РСР прийняла постанову про виселення сіл, відведених під Львівський артилерійський полігон. Виселялися села Міхалейки, Верещиця, Березяки, Заязд Янівського району, Пашиця, Шкурханка, Шабельня, Юрки (Южки), Провала, Пасіка, Голубці, Горбовці, Гутисько, Хитрейки Жовківського району, Басюки, Тишики, Полине, Рикі, Тістечки, Гери, Курники, хутори Мельники, Щипки, Юнинн, Худецький, Хуки, Кравці, Клепарів, Порцієв, Вербляни Немирівського району.
Під час розширення полігону примусово депортовані близько 125 000 мешканців сіл, які знаходились на цій території, зникло більше 170 сіл та хуторів, 12 церков та каплиць, 2 костели, 14 кладовищ, сотні культурних та історичних пам'яток. Виселення мешканців з земель, які було відведено для розширення полігону, проводилось в Південну Бессарабію (сучасний південь Одеської області) та прилеглі території.
У 1941—1944 роках цей район використовувався німецьким Вермахтом під назвою Галицький військовий полігон (нім. Truppenübungsplatz Galizien).
У липні 1944 року в лісових масивах Яворівського полігону проходив збір партизанських сотень «Голуба», «Ема» (командир — Дмитро Пелип), «Залізняка» (командир — Іван Шпонтак), «Яструба» Української повстанської армії та боївок підпільної сітки ОУН (разом — понад 1000 бійців) для організації спільного переходу німецько-радянської лінії фронту.
В радянські часи будівлі населених пунктів, з яких були депортовані мешканці, зокрема церква Святого Михаїла у селі Велика Вишенька, збудована в 1927 та освячена за участі митрополита УГКЦ Андрея Шептицького, використовувались як мішені для стрільби.
Сьогодні Яворівський полігон є одним з двох в Україні (разом з Широколанівським), доступних для проведення міжнародних військових навчань.
Починаючи з 1995 на території полігону проходять міжнародні навчання «Щит миру» в рамках програми «Партнерство заради миру», котрі проводяться спільно Україною та НАТО.
У 1998 участь в навчаннях взяли представники 18 держав, а в 2000 — близько 1600 військовослужбовців з 26 країн світу.
З 2014 року, під час російської збройної агресії проти України, тут активно проходять тренування підрозділи Збройних сил та Національної гвардії України.
3 липня 2017 року ще один підрозділ десантних військ завершив підготовку за програмою «Об'єднаної багатонаціональної групи з підготовки — Україна» (JMTG-U)
У 2017 році на Яворівському військовому полігоні був створений штатний батальйон позначення дій противника (сили OPFOR).
Роль OPFOR полягає в імітації противника, тим самим створюючи реалістичну підготовку для підрозділів, які проходять через навчальний центр. Інструменти, такі як лазерна система імітації бою (MILES), допомагають моделювати ефекти бою, але саме непередбачуваність справжніх бійців OPFOR, робить боротьбу справді реальною.
На початку травня 2018 року було оголошено тендер на будівництво навчального центру «Бій в населеному пункті». Будівництво повинно бути завершене до кінця 2018 року.
20 грудня 2018 року в селі Старичі були відкриті нові гуртожитки для військовослужбовців Міжнародного центру миротворчості та безпеки. Освятив гуртожитки капелан МЦМБ Святослав Юрків.

### Обстріл 13 березня 2022
13 березня 2022 року, під час російського вторгнення в Україну, приблизно о 6:00 ранку, російські окупанти завдали ракетного удару по Яворівському полігону. Як повідомила Львівська обласна військова адміністрація, було випущено близько 30 крилатих ракет, частина з них була збита протиповітряною обороною, 8 ракет влучили у територію Міжнародного центру. Імовірно удари буди завданні ракетами класу «повітря-земля» випущеними з акваторії Чорного моря літаками, які прилетіли з російського міста Саратов.
За попередніми даними, внаслідок атаки загинули 35 людей, дістали поранення різного ступеню важкості 134 людини.  За даними сайту «Дойче Велле» — 61 загиблий та 160 поранених.

## Начальники полігону
1. Полковник Шаблов І. І. (червень 1961 року)
2. Полковник Омельченко І. М. (червень 1961 — серпень 1966)
3. Полковник Оніщенко В. Г. (серпень 1966 — грудень 1970)
4. Полковник Носко Є. В. (грудень 1970 — липень 1975)
5. Полковник Шмунько С. І. (липень 1975 — травень 1979)
6. Полковник Геміш В. З. (травень 1979 — січень 1984)
7. Полковник Білоус Б. С. (січень 1984 — вересень 1989)
8. Полковник Коржаков В. А. (вересень 1989 — травень 1991)
9. Полковник Андрющенко В. Ф. (травень 1991 — квітень 2004)[14]
10. Полковник Струтинський О. І. (квітень 2004 — грудень 2009)[15]
11. Підполковник Бойченко О. І. (грудень 2009 — серпень 2010)[16]
12. Підполковник Шпінь В. С. (серпень 2010 — жовтень 2011)[17]
13. Полковник Слісарчук І. В. (з жовтня 2011)[18]

## Галерея

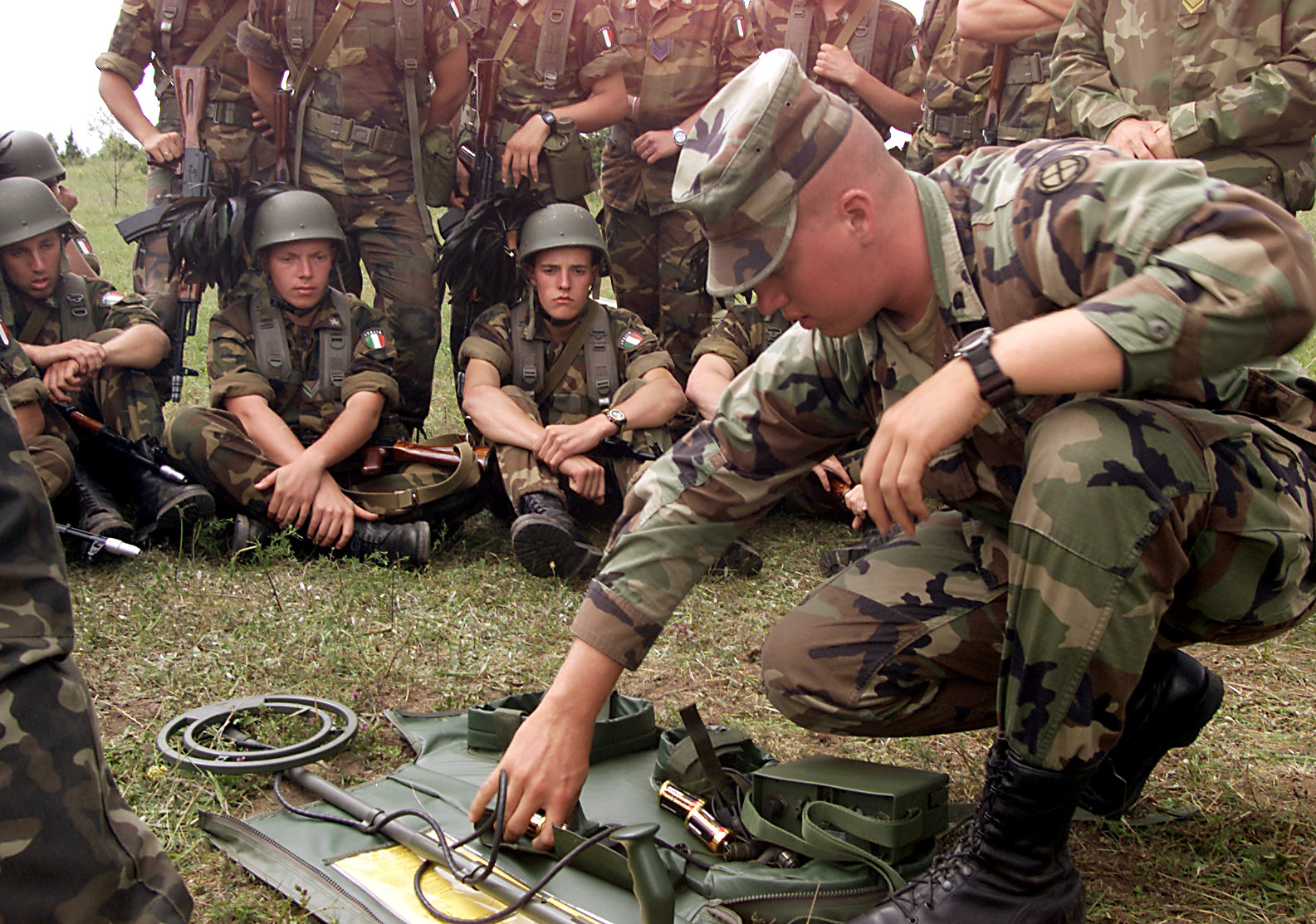
Американський військовослужбовець показує італійським колегам деталі детектора мін під час навчань «Щит миру», 13 липня 2000
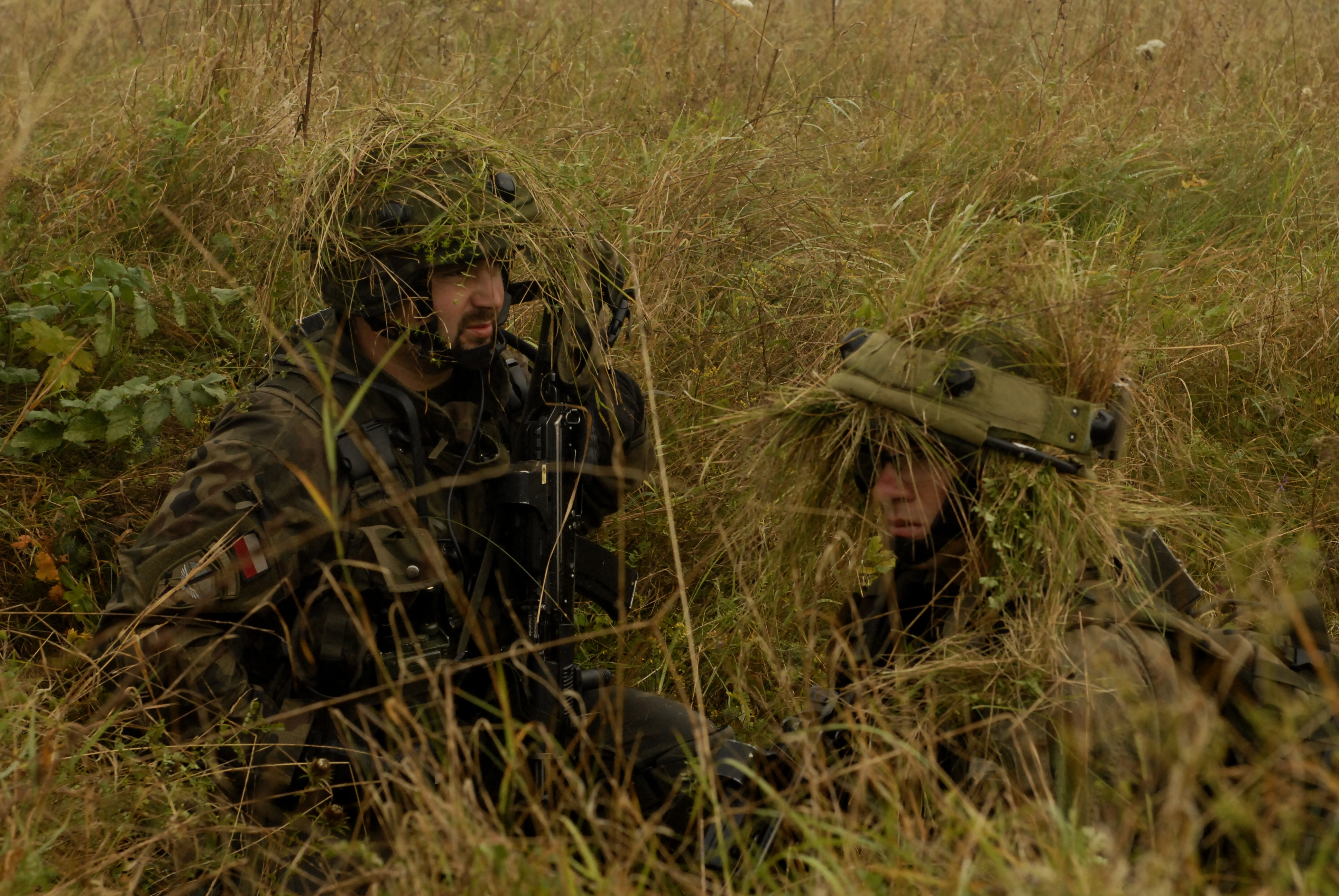
Польські солдати готуються для засідки під час тренування «Репід Трайдент-2007», 22 серпня 2007
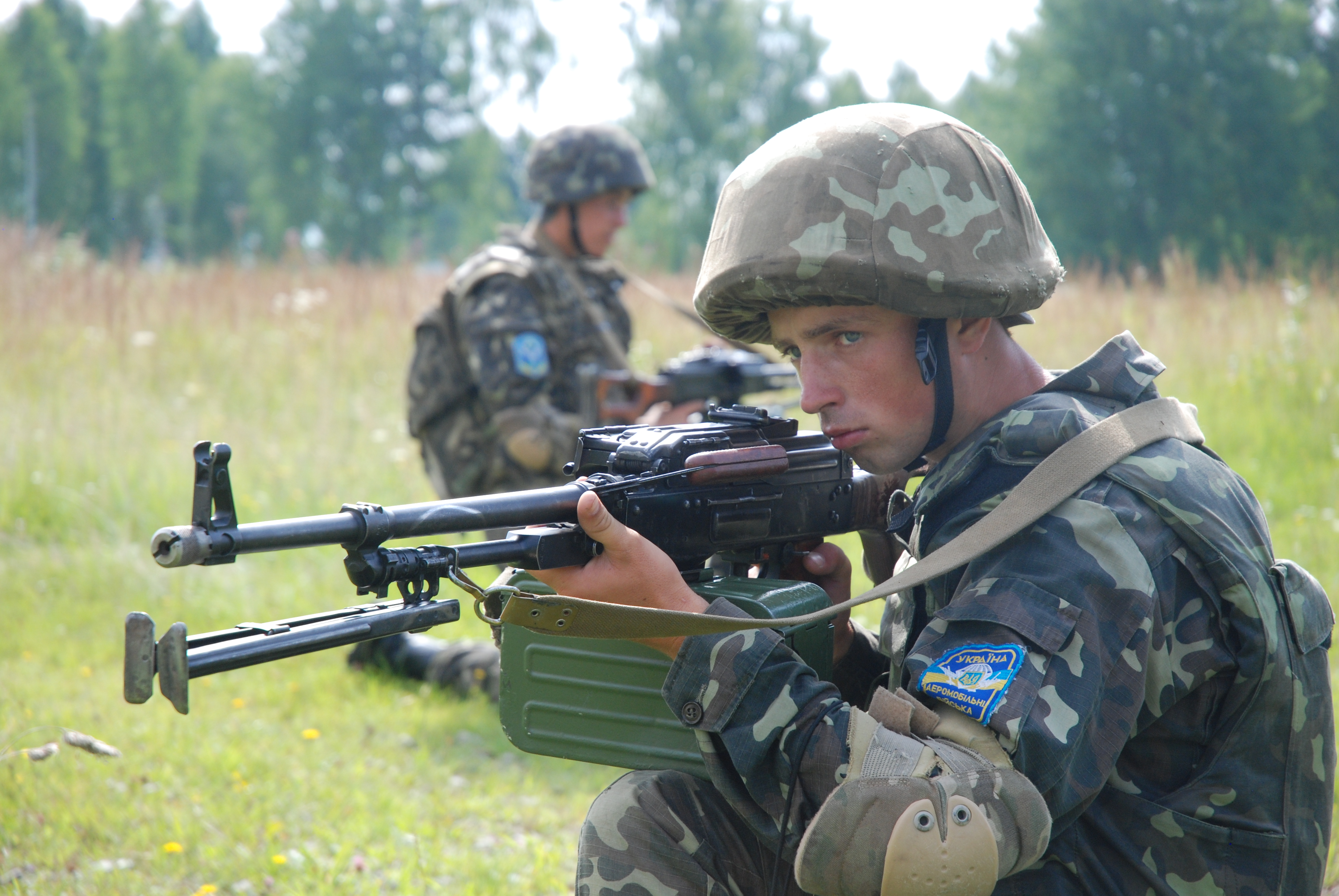
Українські солдати під час «Репід Трайдент-2011», 9 липня 2011
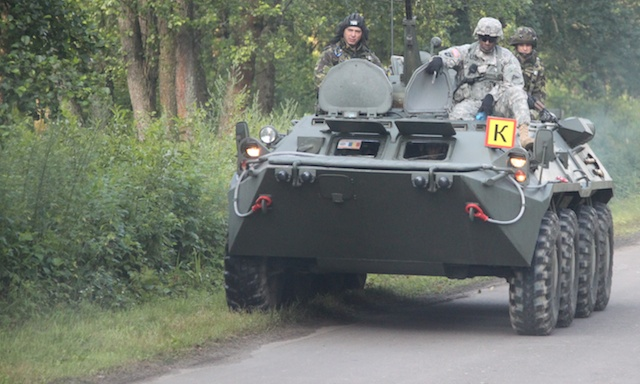
Американські, сербські та німецькі солдати на румунському бронетранспортері під час «Репід Трайдент-2012», 17 липня 2012
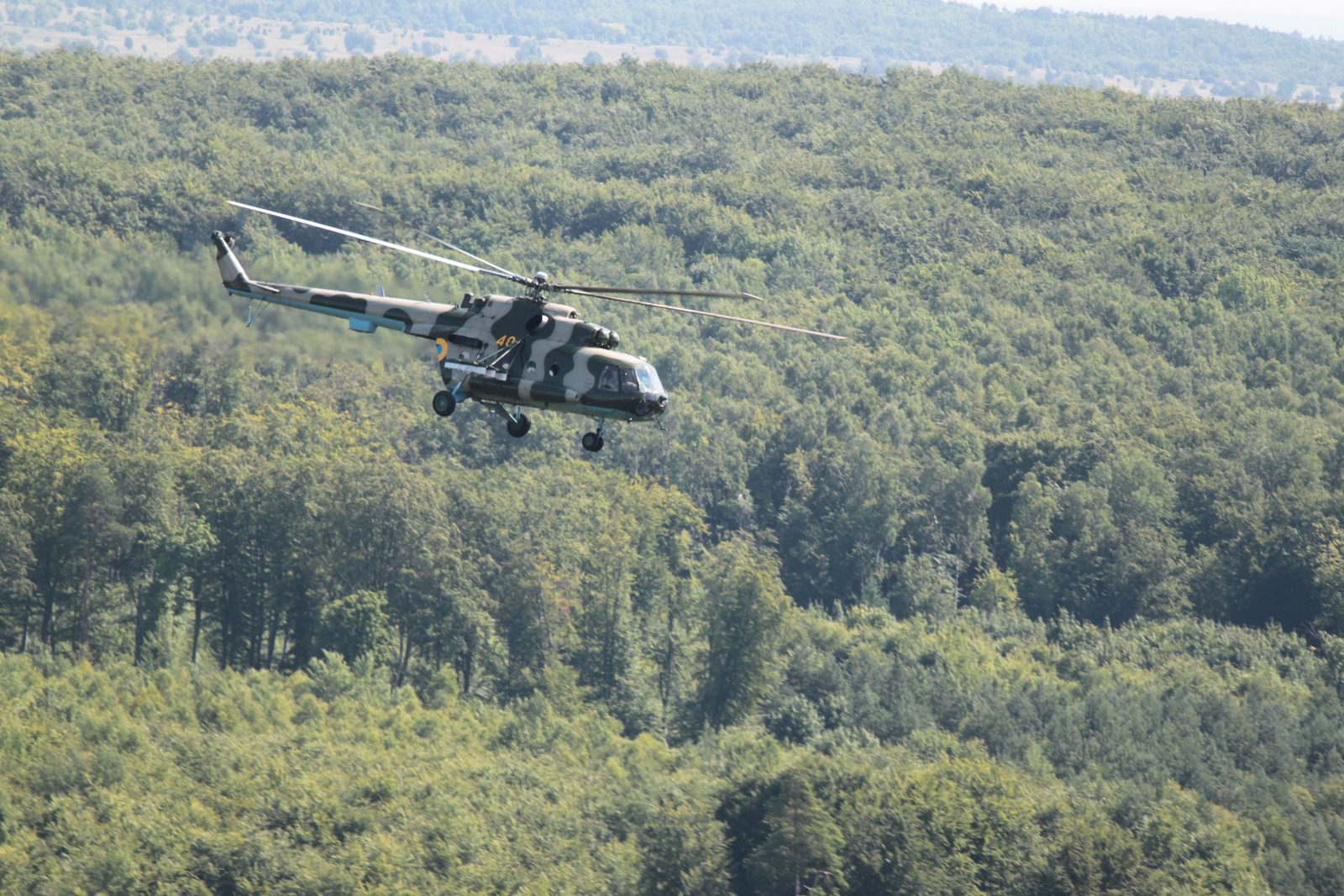
Український гелікоптер Мі-8 транспортує десантників під час навчань "Репід Трайдент-2013", 9 липня 2013
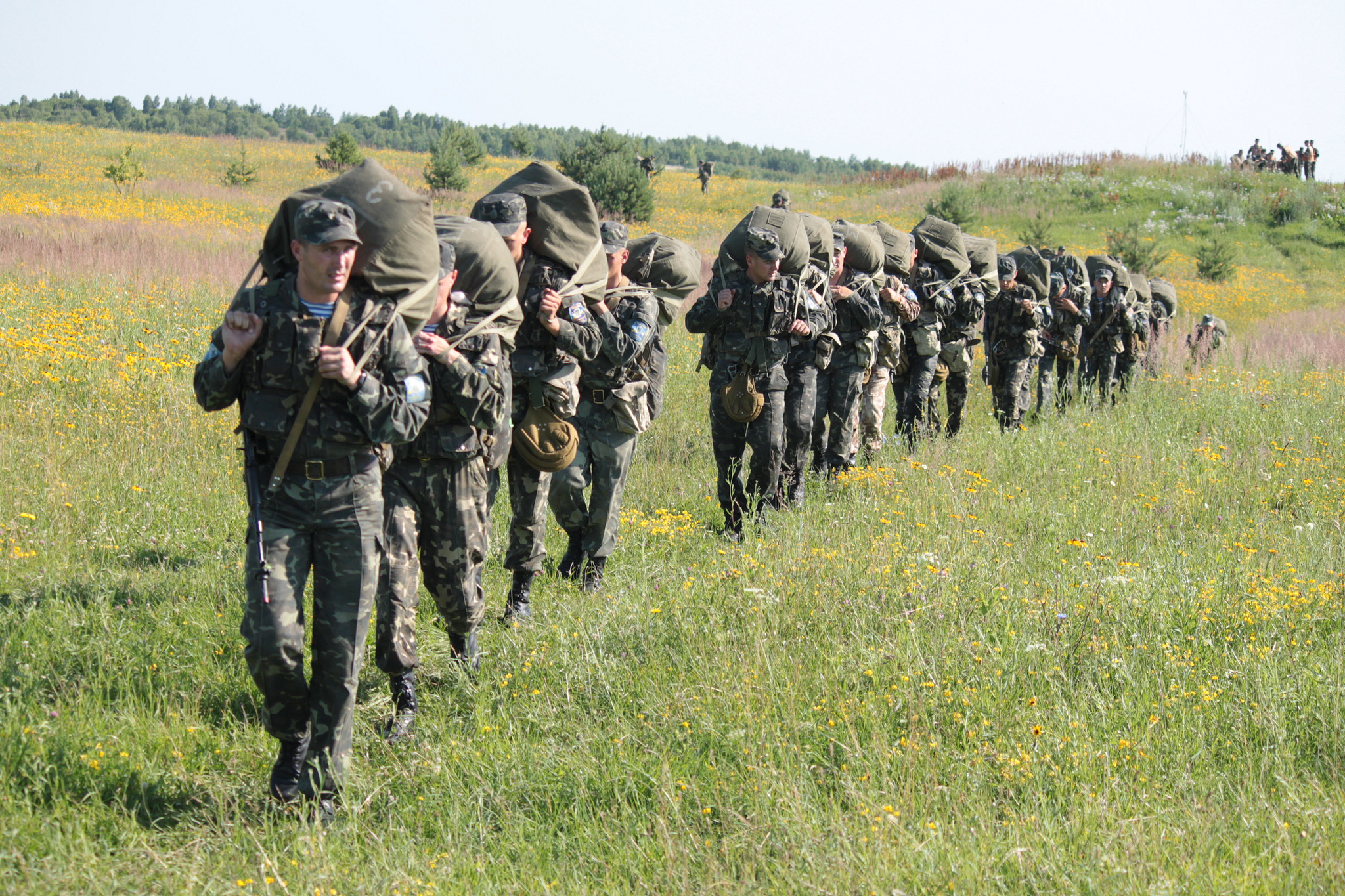
Десантники 95-ї аеромобільної бригади повертаються із зони висадки, 9 липня 2013
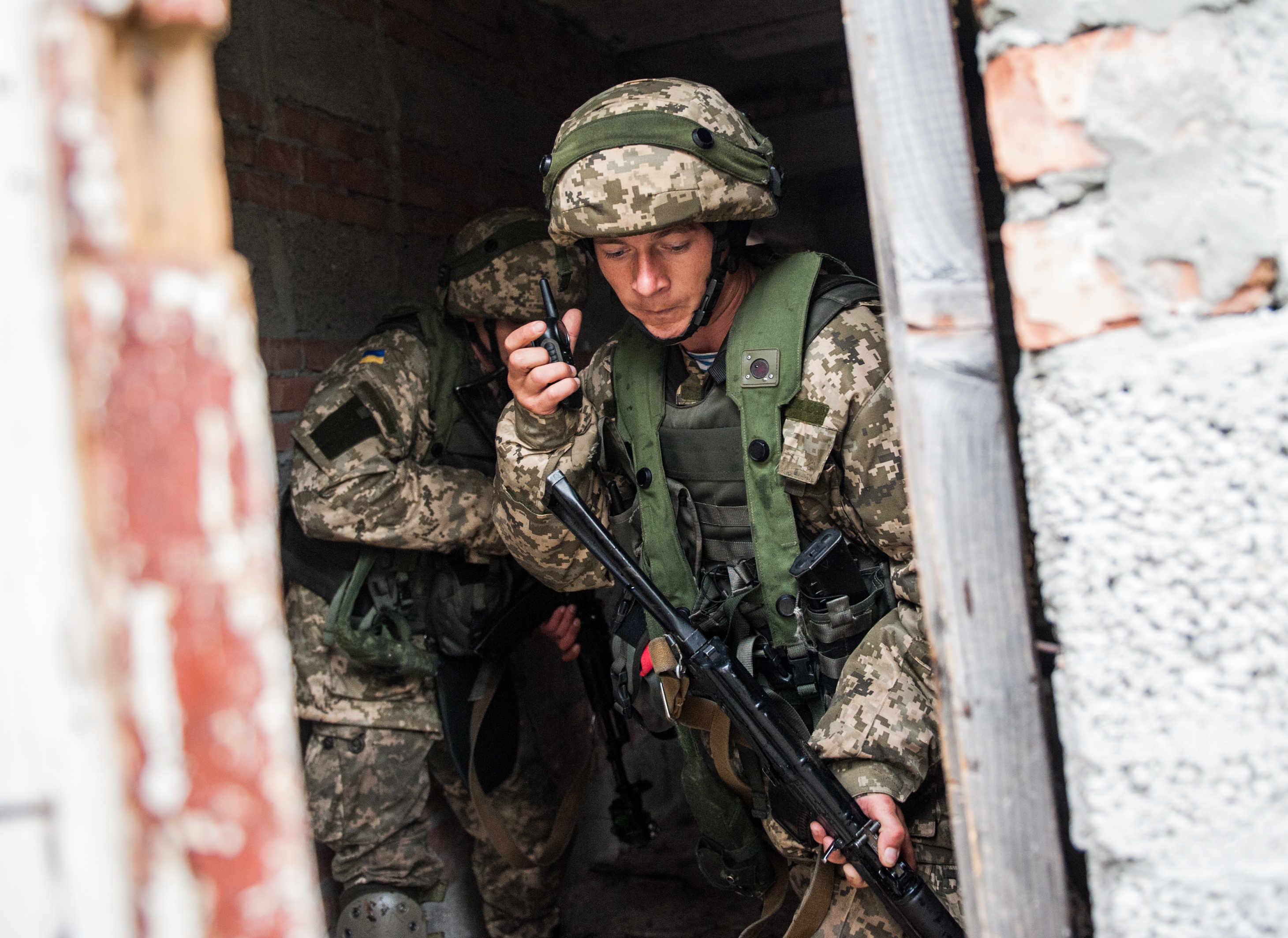
Українські солдати під час «Репід Трайдент-2014», 23 вересня 2014
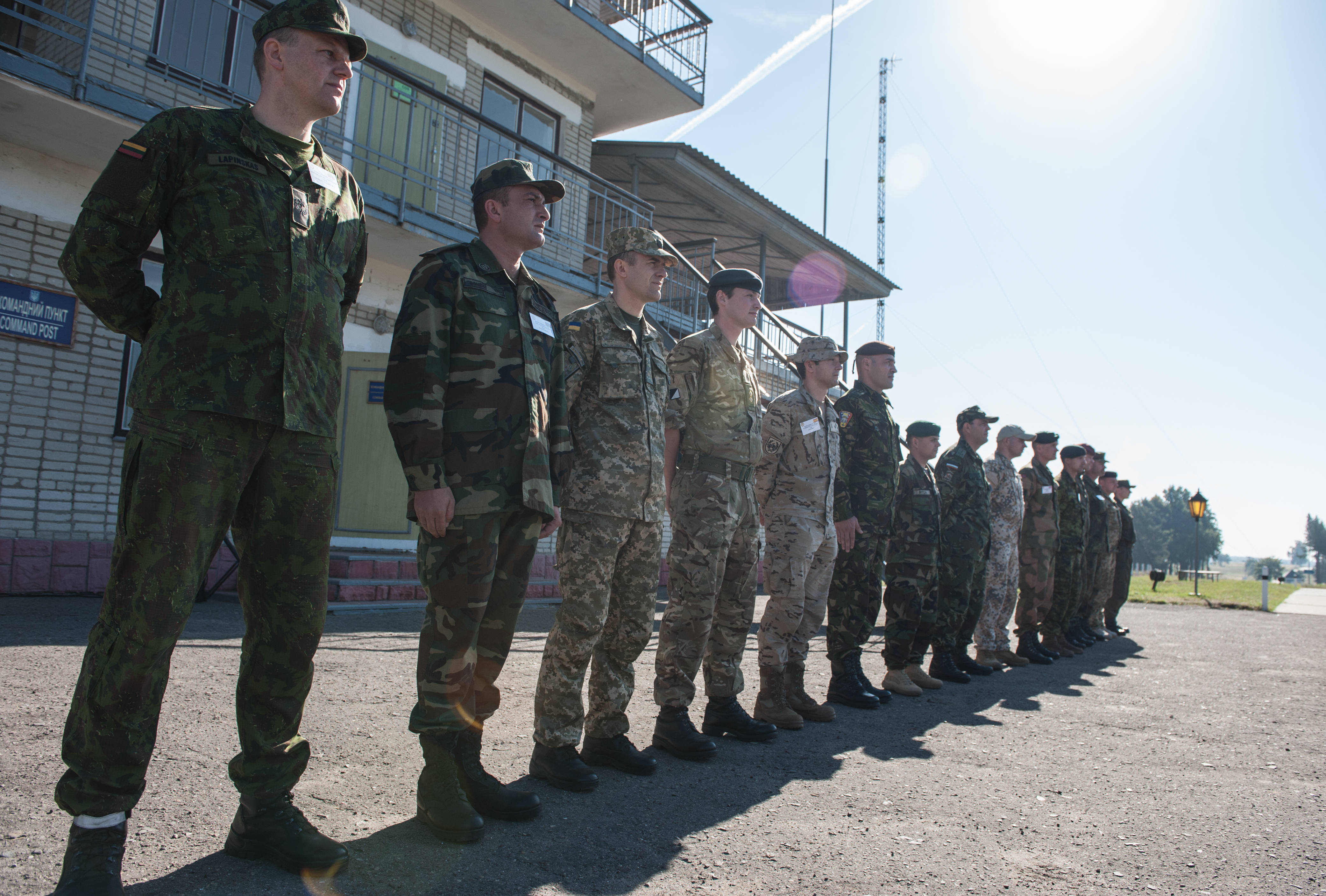
Військові країн-учасників навчань «Репід Трайдент-2014» у зборі перед командним пунктом навчального центру, 19 вересня 2014
Виступ американського вокально-інструментального гурту перед учасниками навчань «Репід Трайдент-2014», 20 вересня 2014

## Втрати
- 7 грудня 2018; Позур Юрій Сергійович[19]